# 重生象棋
重生象棋（Circe chess），是種可被吃掉的棋子會再回給原先玩家使用的國際象棋變體，約1968年出現。

## 遊戲規則
- 除國王外，其餘被吃的棋子不移除遊戲，改放置該棋種的布置原位之一，並且必須遵循下列原則：
  - 兵放在被吃時的同列行。
  - 車、馬、象放在被吃時的同色格。
  - 若可放的格子有棋，則被吃掉的棋子依舊移除棋盤。

- 其餘規則同正統國際象棋。